# 大畑站
大畑站（日语：〔〕／ Okoba eki */?）位於日本熊本縣人吉市大畑麓町，是九州旅客鐵道（JR九州）肥薩線上的車站。也是日本唯一具有折返式與迂迴線等特殊鐵路景觀的車站。

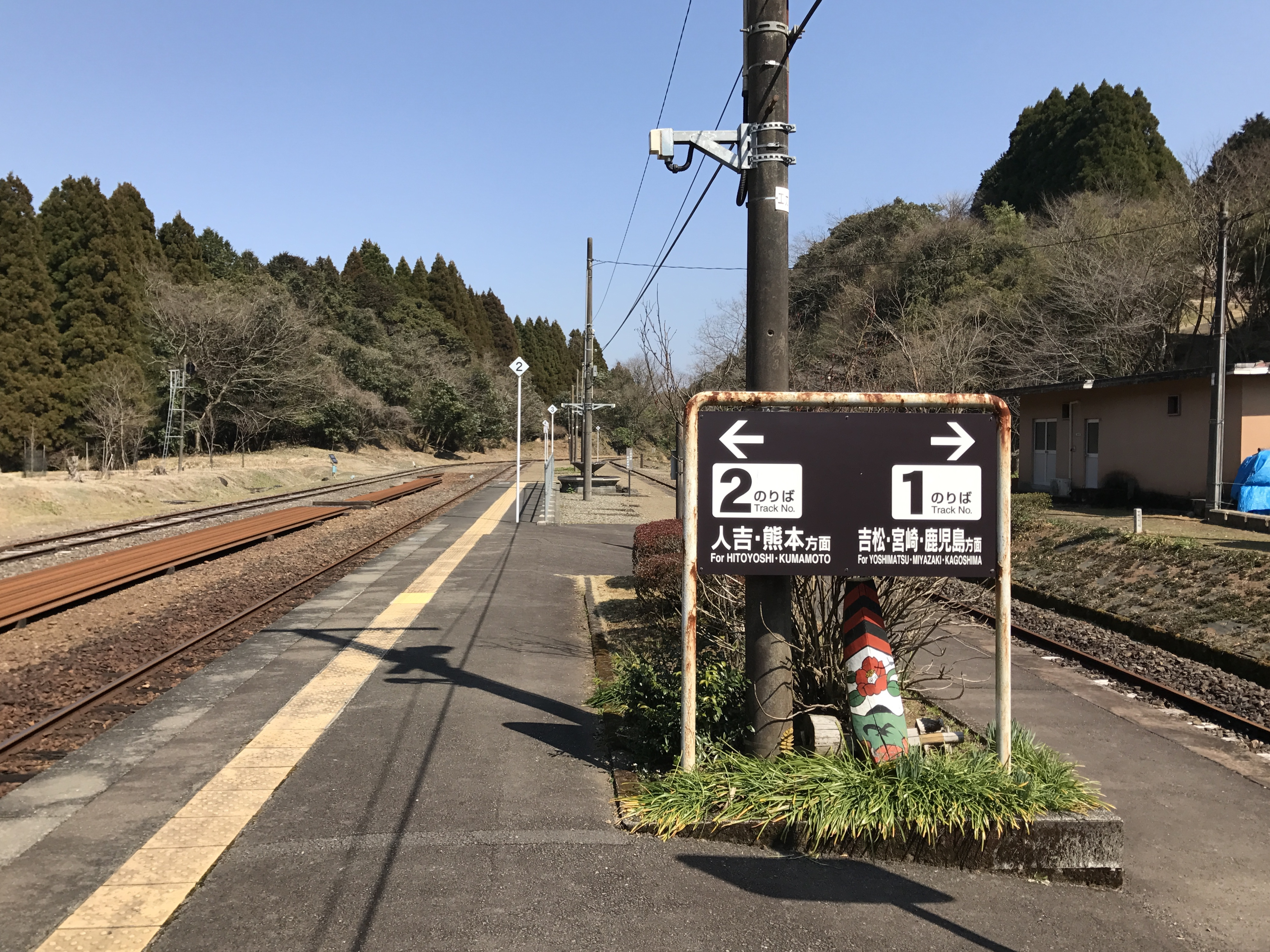
月台(2017年3月)

## 車站構造

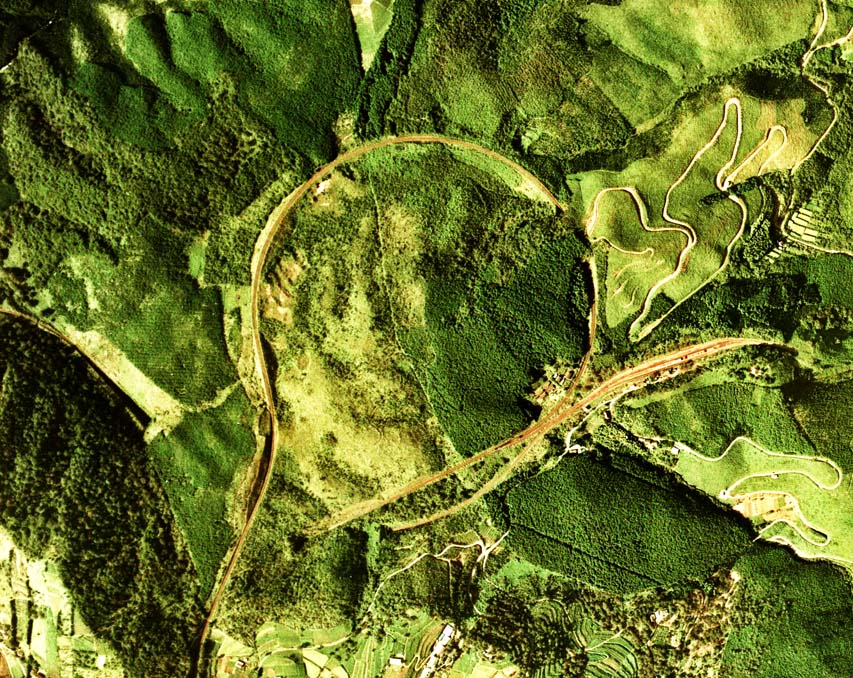
大畑站折返式與迂迴線衛星圖

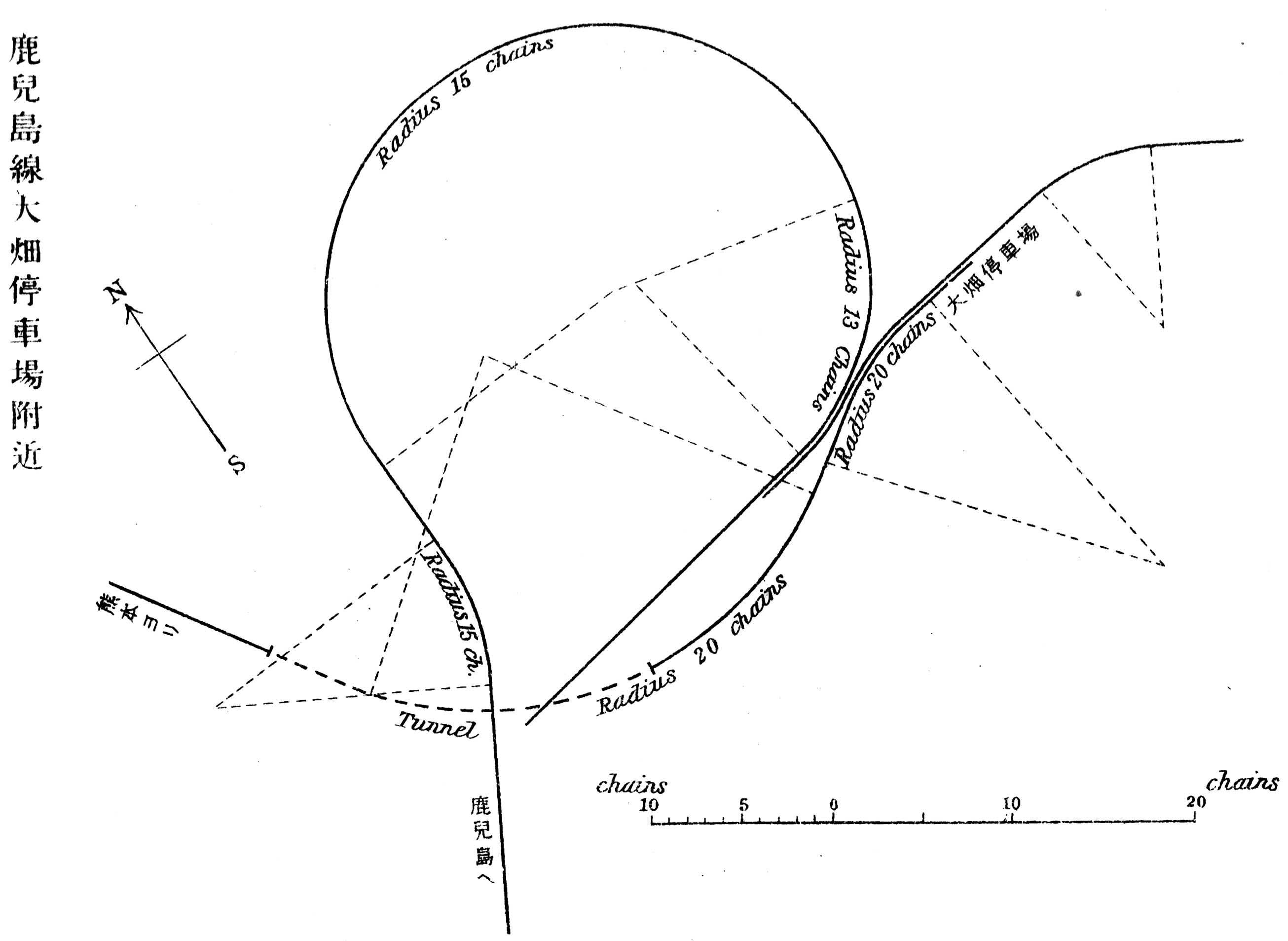
大畑站折返式與迂迴線簡圖

肥薩線人吉 - 吉松間又被稱為「山線」，而在大畑附近其地勢尤為陡峭，迫使肥薩線在此必須以折返式與迂迴線的方式上山。
由於折返式鐵路其構造不允許列車直接通過，因此行駛於肥薩線上的各級列車必須停靠於大畑站。
大畑站目前為島式月台1面2線的配置，站房與月台間無天橋或地下道，必須越過鐵軌。
在觀光列車「伊三郎」、「新平」開始行駛後，將站房改造，力求還原通車時最初的站房外觀，目前站內有放置留言簿。

### 月台配置
| 月台 | 路線    | 方向 | 目的地           | 備註                   |
| ---- | ------- | ---- | ---------------- | ---------------------- |
| 1    | ■肥薩線 | 下行 | 吉松、鹿兒島方向 | 鹿兒島方向需在吉松轉乘 |
| 2    | ■肥薩線 | 上行 | 人吉、熊本方向   |                        |

## 車站周邊
「畑」（こば）正如其字「火田」的組合，「大畑」地名的由來是據說在此曾經進行一場大規模的火耕行為。
- 人吉梅園（徒步5分）
- 大野溪谷（徒步約30分）
- 熊本縣道189號大畑停車場線

## 历史
本站周圍沒有任何住宅，離最近的聚落「大畑」也要徒步將近一小時。從人吉到大畑這段路程若以D51型蒸汽機車行駛為例，據說需耗費1噸燃煤，每分鐘須給水250公升，且路程大多為隧道，密閉空間與排放的煤煙讓司機與乘客往往成為「黑臉」，故在此設立中繼站整備蒸汽機車，作為水源供應與號誌控制之用。（目前月台殘留的洗手台正是為了讓司機與乘客洗去臉上碳粒）僅管路況與效率不佳，但在1927年鹿兒島海岸線通車前這裡是唯一中南九州連絡的要道，大多貨物列車亦行經於此。
- 1909年（明治42年）12月26日 設立
- 1927年（昭和 2年）10月17日 鹿兒島本線海岸新線通車，八代 - 人吉 - 鹿兒島間分離出成為肥薩線。
- 1986年（昭和61年）11月1日 導入電子閉塞裝置，車站無人化
- 1987年（昭和62年）4月1日 -  國鐵分割民營化後成為九州旅客鐵道（JR九州）轄下的車站。
- 2007年（平成19年）11月30日 大畑站與其附屬的鐵道設施（石造給水塔、朝顔型噴水）被列入南九州近代化産業遺産群與物資輸送關連的項目
- 2020年（令和 2年）7月大雨导致肥萨线（人吉～吉松）沿线受灾不通，因此，大畑站附近至今无列车行驶。

## 相鄰車站
九州旅客鐵道（JR九州）
肥薩線
人吉－大畑－矢岳

## 外部連結
- JR九州 － 大畑車站（页面存档备份，存于）（日語）

## 關連項目
- 日本鐵路車站列表